# Aponuphis ornata
Aponuphis ornata är en ringmaskart som först beskrevs av Fauvel 1928.  Aponuphis ornata ingår i släktet Aponuphis och familjen Onuphidae. Inga underarter finns listade i Catalogue of Life.